# GtkRadiant
GtkRadiant ist ein Karteneditor zum Erstellen von eigenen Levels.

Bedienung

## Allgemein
Ursprünglich zur Erstellung von Karten auf Basis der Quake-3-Engine gedacht, wurden nach und nach auch andere Levelformate unterstützt.
Es basiert auf dem Quellcode des Quake-III-Arena-Leveleditors qe_Radiant („qe“ für „Quake Edit“) von id Software.
Das Kürzel GTK steht für „GIMP-Toolkit“. Mit selbigem konnte der ursprünglich für Windows entwickelte Radiant auf jedes beliebige Betriebssystem wie Unix, Linux, Solaris usw. portiert werden.
Die beiden am häufigsten genutzten Versionen des Radiant sind 1.4 und 1.5.

## Liste der unterstützten Spiele
Ab Version 1.5 werden unter anderem folgende Spiele unterstützt:
- Doom 3 – hat einen fest integrierten Editor, der nur unter Windows funktioniert.
- Quake
- Quake II
- Quake III Arena
- OpenArena
- Quake 4 – basiert auf der Doom 3 Engine und kommt ebenfalls mit einem eigenen (Windows-)Editor.
- Return to Castle Wolfenstein
- Wolfenstein: Enemy Territory
- Half-Life
- Heretic 2
- Soldier of Fortune
- Soldier of Fortune II: Double Helix
- Voyager – Elite Force
- Star Trek: Elite Force II
- Star Wars Jedi Knight II: Jedi Outcast
- Star Wars Jedi Knight: Jedi Academy
- Medal of Honor: Allied Assault
- Call of Duty
- Call of Duty: United Offensive
- Call of Duty 2
- Call of Duty 4: Modern Warfare
- Call of Duty: World at War
- Call of Duty: Modern Warfare 2
- Call of Duty: Black Ops III
- Nexuiz
- Tremulous
- War§ow
- Prey
- DarkPlaces
- UFO: Alien Invasion
- World of Padman
- Urban Terror
- Xonotic

Folgende Spiele bzw. Projekte nutzen den GtkRadiant als Editor zum Erstellen der Karte:
- Neverball
- Crystal Space
- Irrlicht Engine

Die Version 1.4 des Programms existiert in mehreren, für verschiedene Spiele geeigneten Versionen. Einige Versionen lassen sich variabel für unterschiedliche Spiele verwenden. So gibt es beispielsweise ein Paket für die Spiele von Raven Software.
Die Editoren für CoD und Cod:UO heißen allerdings GRaydiant. Sie funktionieren allerdings sehr ähnlich. Auch die anderen Versionen unterscheiden nicht sehr stark voneinander, lediglich einige spielabhängige Details sind verschieden.

## Verwendung
Mit dem Radiant werden Volumen erzeugt (sogenannte Brushes), aus denen die Spielwelt zusammengesetzt ist. Dies geschieht in einer 2D-Projektion des Levels, ähnlich der eines CAD-Programms. Gleichzeitig wird der Level in einer 3D-Ansicht gezeigt. Dort werden die Brushes auch mit der Textur angezeigt, die ihnen ebenfalls mit dem Radiant zugewiesen wird. Um spielen zu können, sind auch noch einige andere Dinge als nur die Brushes nötig. Zum Beispiel der Standort für den Spawn. Diese Funktionen in einer Map übernehmen die Entities, die ebenfalls mit dem Radiant eingefügt werden. Alle mit einem Spiel mitgelieferten Karten wurden u. a. mit einer Version des Radianten erstellt.
Bevor die Map im Spiel getestet und gespielt werden kann, muss die .map-Datei, die der Radiant ausgibt, kompiliert werden. Es entsteht eine vom Spiel lesbare Datei. Bei Spielen, die die Quake-3-Engine benutzen, ist dies das .bsp-Format. Erst diese Datei kann vom Spiel gelesen werden.
Den Vorgang des Kompilierens übernimmt eine andere Anwendung. Für Quake-3-Spiele war dies Q3Map, bzw. inzwischen die verbesserte Version Q3map2 von Ydnar. In manchen Versionen des Radianten sind Verknüpfungen zu dieser Anwendung schon integriert (GtkRadiant für RTCW, JK2/JKA, ET), in anderen nicht (GRaydiant für CoD).